# Boreostiba hudsonica
Boreostiba hudsonica är en skalbaggsart som beskrevs av Lohse in Lohse, Klimaszewski och Ales Smetana 1990. Boreostiba hudsonica ingår i släktet Boreostiba och familjen kortvingar. Inga underarter finns listade i Catalogue of Life.